# Frans Stracké

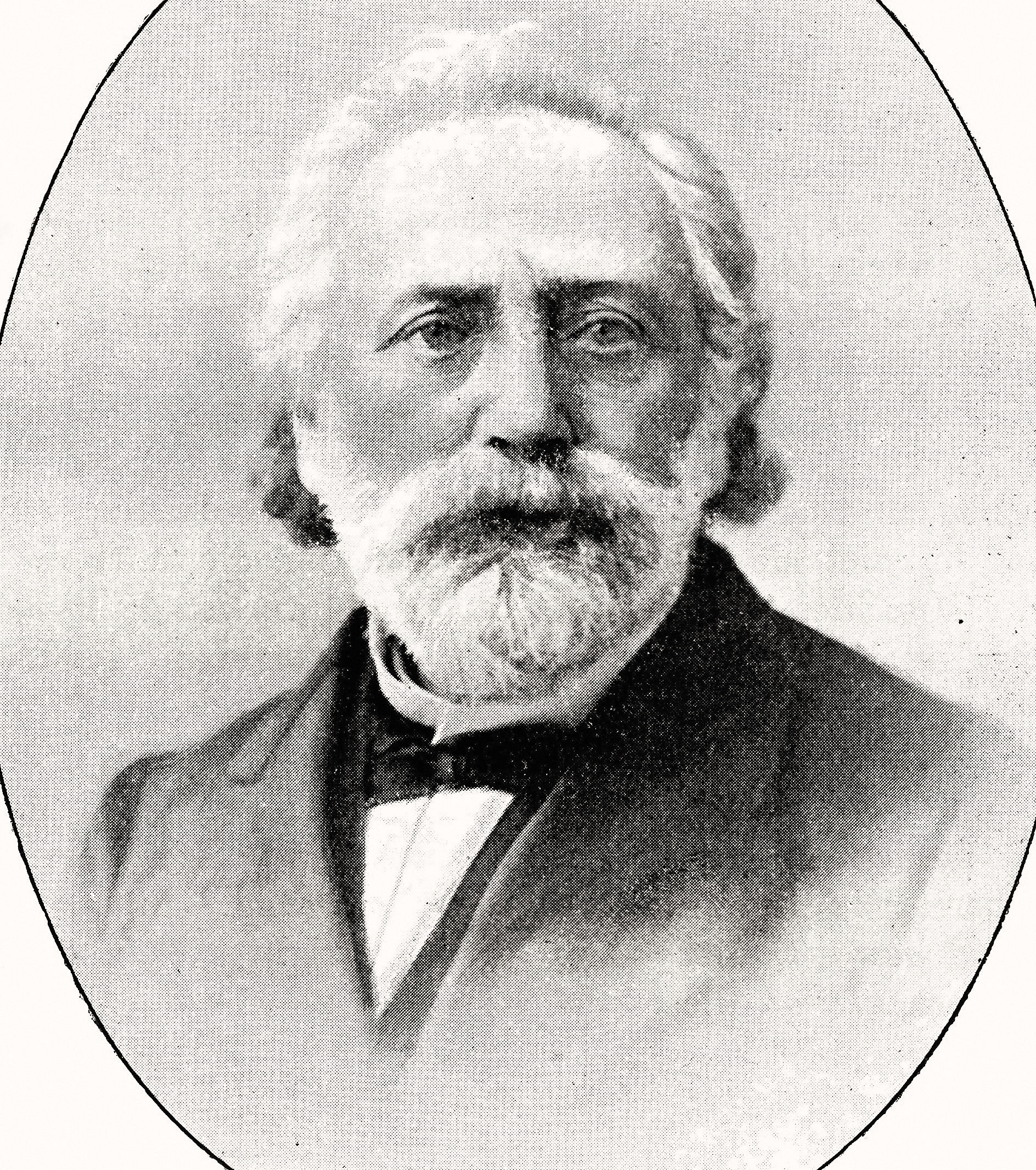
Frans Stracké (1898)

Frans Stracké, auch Franz Stracke, Taufname Franciscus Xaverius Stracké (* 5. Mai 1820 in Dorsten, Provinz Westfalen; † 26. März 1898 in Baarn, Provinz Utrecht), war ein deutsch-niederländischer Bildhauer, Maler, Zeichner und Hochschullehrer.

## Leben
Frans Stracké war ein Sohn des deutsch-niederländischen Bildhauers Ignatius Stracké und dessen Ehefrau Ursula Reuter (de Ruijter). Sein Vater ein Schüler von Christian Daniel Rauch an der Berliner Bildhauerschule, danach hatte er ein Atelier in Berlin, dann in Rees, ab 1842 in Arnheim, später leitete er die Koninklijke School voor Nuttige en Beeldende Kunsten (Königliche Schule für Bildende und Gebrauchskunst) in ’s-Hertogenbosch. Wie seine älteren Brüder Gottfried und Johannes Theodor erhielt Frans eine künstlerische Ausbildung bei seinem Vater. Zunächst arbeitete er im väterlichen Atelier.

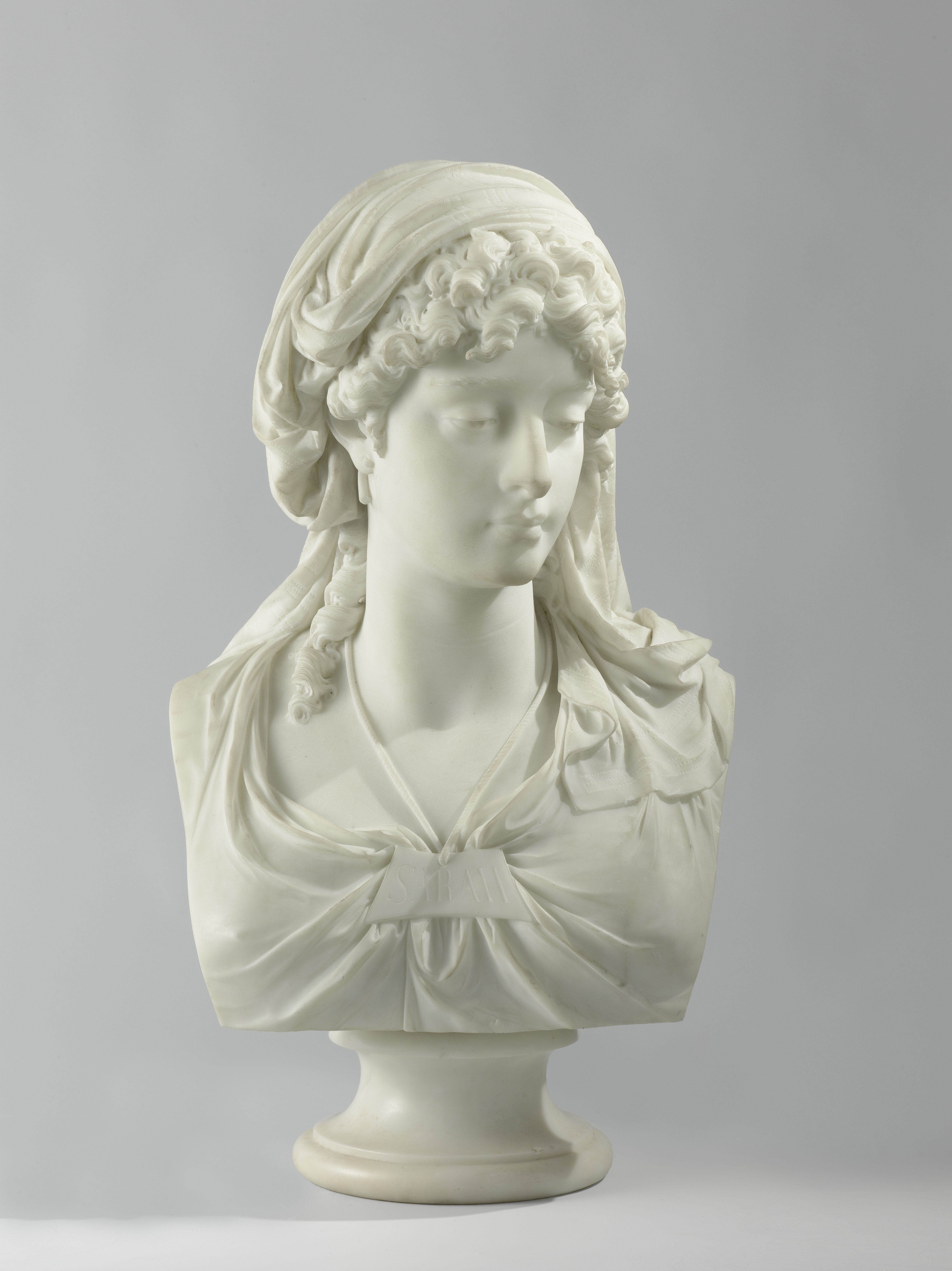
Büste Sara nach dem Ebenbild von Sarah Bernhardt

Ab 1852 unterrichtete er Modellieren an der Teeken- en Bouwkundig Genootschap Kunstbepraktijk in Arnheim. 1868 wurde er als Nachfolger von Louis Royer Lehrer an der Kunstakademie Amsterdam. Als diese Akademie 1870 als Rijksakademie van beeldende kunsten neu aufgestellt wurde, behielt er sein Lehramt und unterrichtete dort bis 1889. 1877/1878 weilte er im Milieu des Deutschen Künstlervereins in Rom.
1847 vermählte er sich Johanna Geertruida Verwaijen (1814–1877). Das Paar hatte mehrere Töchter und Söhne, darunter den späteren Bildhauer Xavier Stracké (1850–1888) und den Maler Louis Stracké (1856–1934). In zweiter Ehe heiratete er 1878 Sara Hendrina Josina van Bosse, eine Bildhauerin und Malerin. Frans Stracké ist nicht zu verwechseln mit seinem ältesten Sohn Xavier, dem er den gleichen Taufnamen gab, und mit dem Bildhauer Franciscus Leonardus Stracké (1849–1919), einem Sohn seines Bruders Johannes Theodor.

## Werke (Auswahl)

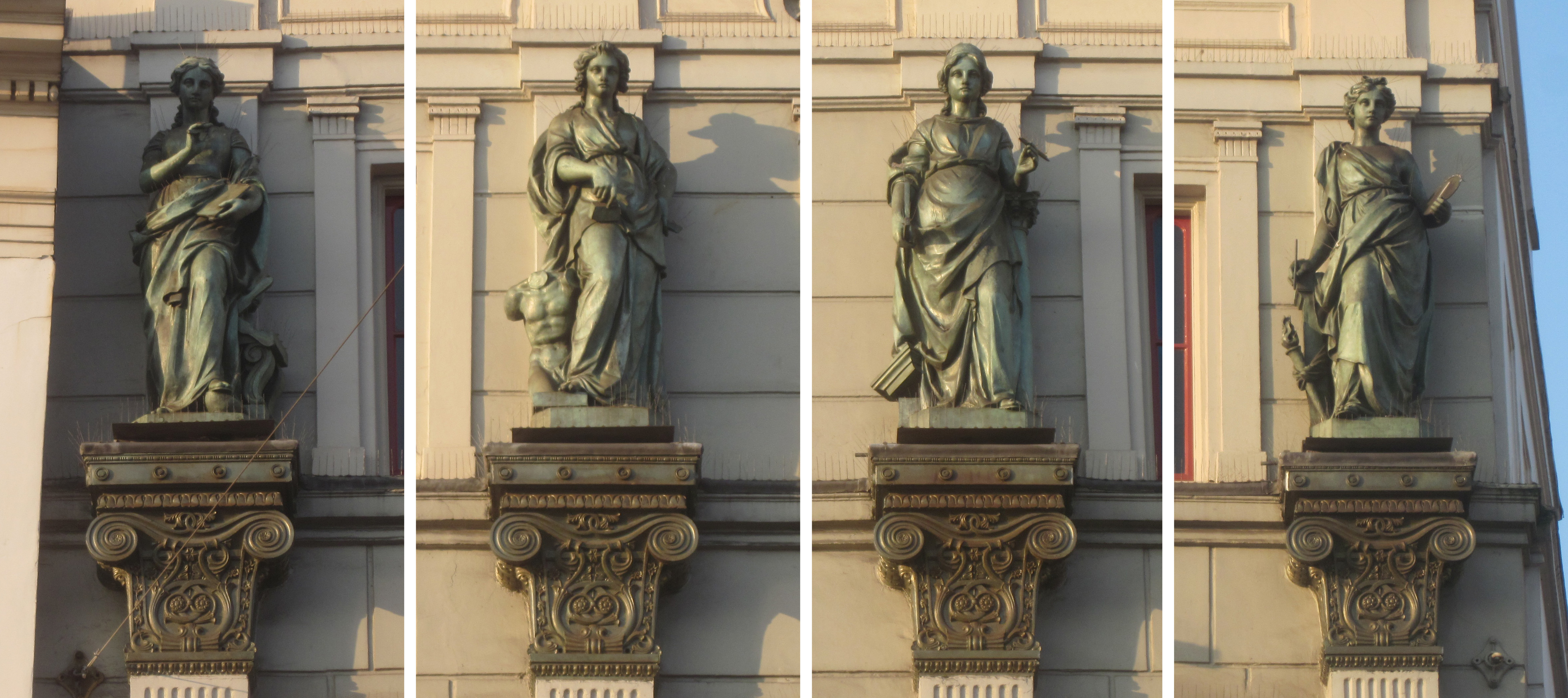
Allegorien der Architektur, Bildhauerei, Malerei und Grafik am Gebäude der Sozietät Arti et Amicitiae in Amsterdam, 1855

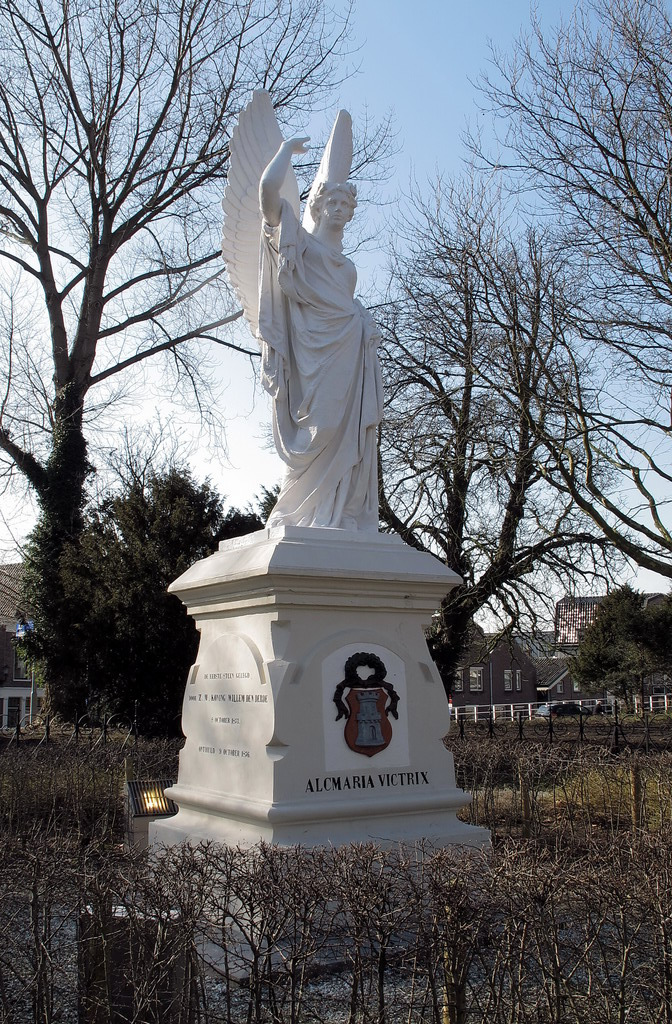
Denkmal Alcmaria Victrix im Victoriapark in Alkmaar, 1875, Monument zur Erinnerung an die Belagerung von Alkmaar (1573)

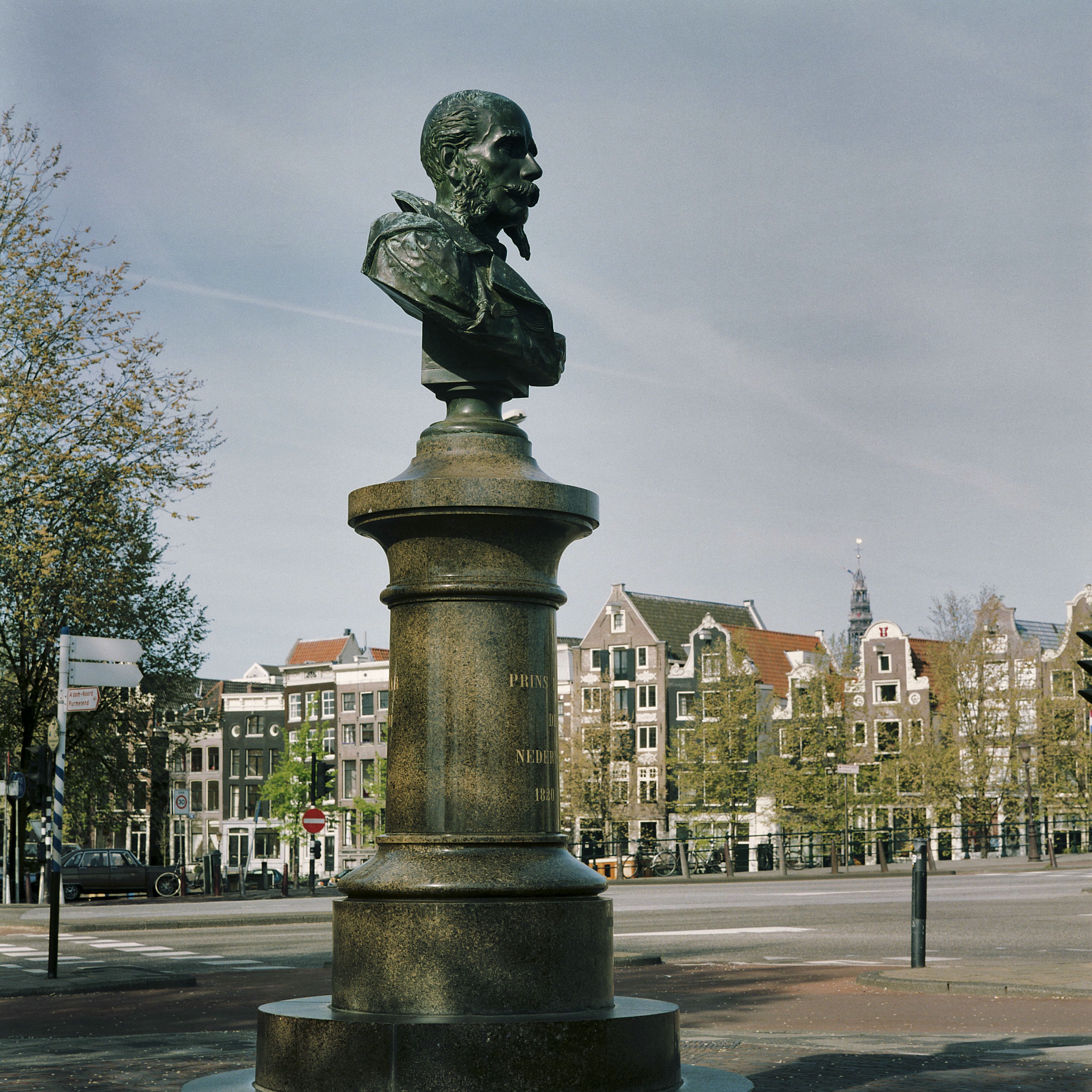
Denkmalbüste für Prinz Heinrich von Oranien-Nassau in Amsterdam, 1885

- Porträtmedaillons und Allegorien der Architektur, Bildhauerei, Malerei und Grafik am Gebäude der Maatschappij Arti et Amicitiae (1855), Amsterdam[2]
- Grabmonument der Familie Ver Huell (1861), Doesburg, nach einem Entwurf von Alexander Ver Huell (1822–1897)
- Grabmonument für Jan Willem Pieneman, Friedhof De Nieuwe Ooster, Amsterdam
- Büste Sara (vor 1870, nach dem Ebenbild der Schauspielerin Sarah Bernhardt), Sammlung des Rijksmuseum Amsterdam
- Gedenkrelief für Jacob van Lennep (1870), Keizersgracht 560, Amsterdam
- Marmorbüste von Friedrich Anton Wilhelm Miquel (1871), Utrecht
- Grabmonument für Everhardus Johannes Potgieter (1875), Friedhof De Nieuwe Ooster, Amsterdam
- Büste von Frederik Kaiser (1875) in der Sternwarte Leiden
- Denkmal Alcmaria Victrix (1876), Victoriapark, Alkmaar
- Büste Minerva (1880), Oudemannenhuis am Kloveniersburgwal, Amsterdam
- Büste von Heinrich von Oranien-Nassau (1885), Prins Hendrikkade, Amsterdam
- Grabmonument der Familie Dorrepaal (1886), Friedhof Zorgvlied, Amsterdam
- Reliefs der Generäle Hendrik Gerard Seelig und Isaäc Paul Delprat, Koninklijke Militaire Academie, Breda
- Denkmal für General Seelig an der Laurentiuskirche in Breda-Ginneken
- Denkmal für Winand Staring, Losser
- Grabmonument für Frederik Hendrik Hendriks, Oosterbeek